# Bażanowice
Bażanowice (deutsch Bazanowitz, tschechisch Bažanovice) ist eine Ortschaft mit einem Schulzenamt der Gemeinde Goleszów im Powiat Cieszyński der Woiwodschaft Schlesien in Polen.

## Geographie
Bażanowice liegt im Schlesischen Vorgebirge (Pogórze Śląskie) am Bach Bobrówka (Olsa-Zufluss) etwa 25 km westlich von Bielsko-Biała und 60 km südlich von Katowice im Powiat (Kreis) Cieszyn.
Das Dorf hat eine Fläche von 381 ha.
Nachbarorte sind Goleszów im Osten, Dzięgielów im Süden, die Stadt Cieszyn im Westen, Ogrodzona im Norden.

## Geschichte
Das Dorf liegt im Teschener Schlesien (polnisch Śląsk Cieszyński).
Der Ort wurde im Jahr 1523 erstmals urkundlich als Bazanowicze erwähnt. Der Name ist patronymisch abgeleitet vom Vornamen Bażan (≤ Mhd. Fasant – die Apokope von -t [normalerweise wäre im Polnischen der Name Bażantowice] stammt aus der deutschen Mundart in Teschen) mit dem typischen westslawischen Suffix -(ow)ice.
Politisch gehörte das Dorf ursprünglich zum Herzogtum Teschen, der Lehnsherrschaft des Königreichs Böhmen, und seit 1526 gehörte es zur Habsburgermonarchie.
Nach dem Dreißigjährigen Krieg gehörte es der Familie Saint Genois d'Anneaucourt, die im späten 18. Jahrhundert das Dorf an Albert Kasimir von Sachsen-Teschen verkauften und es wurde an die Teschener Kammer angegliedert. Der Ort wurde zum Sitz der Güter, die mehrere Ortschaften umfassten. Bażanowice wurde zum Geburtsort des Gründers der polnischen Nationalbewegung Teschener Schlesiens, Paweł Stalmach, der ein Sohn eines Verwalters der Güter war.
Nach der Aufhebung der Patrimonialherrschaften bildete es ab 1850 eine Gemeinde in Österreichisch-Schlesien, Bezirk Teschen und Gerichtsbezirk Teschen. In den Jahren 1880–1910 stieg die Einwohnerzahl von 361 im Jahr 1880 auf 522 im Jahr 1910 an, es waren überwiegend polnischsprachige (in der Form der Teschener Mundarten, zwischen 94,8 % und 98,5 %), 1910 auch 27 (5,2 %) deutschsprachige. Im Jahre 1910 waren 73 % evangelisch, 25,8 % römisch-katholisch, es gab 6 Juden. Politisch war das Dorf damals unter dem Einfluss der polnischen Nationalbewegung sowie der deutschfreundlichen und gegen die polnische Nationalbewegung eingestellten schlonsakischen Bewegung. In der Reichsratswahl 1907 sowie 1911 gewann dort der polnische Arzt Ryszard Kunicki (1873–1960), zum Teil als national-neutral Sozialist betrachtet, aber aus dem ersten Wahlgang in 1911 ging Józef Kożdoń, der Führer der Schlonsaken, als Sieger hervor.
1920, nach dem Zusammenbruch der k.u.k. Monarchie und dem Ende des Polnisch-Tschechoslowakischen Grenzkriegs, kam Bażanowice zu Polen. Unterbrochen wurde dies nur durch die Besetzung Polens durch die Wehrmacht im Zweiten Weltkrieg.
Von 1975 bis 1998 gehörte Bażanowice zur Woiwodschaft Bielsko-Biała.

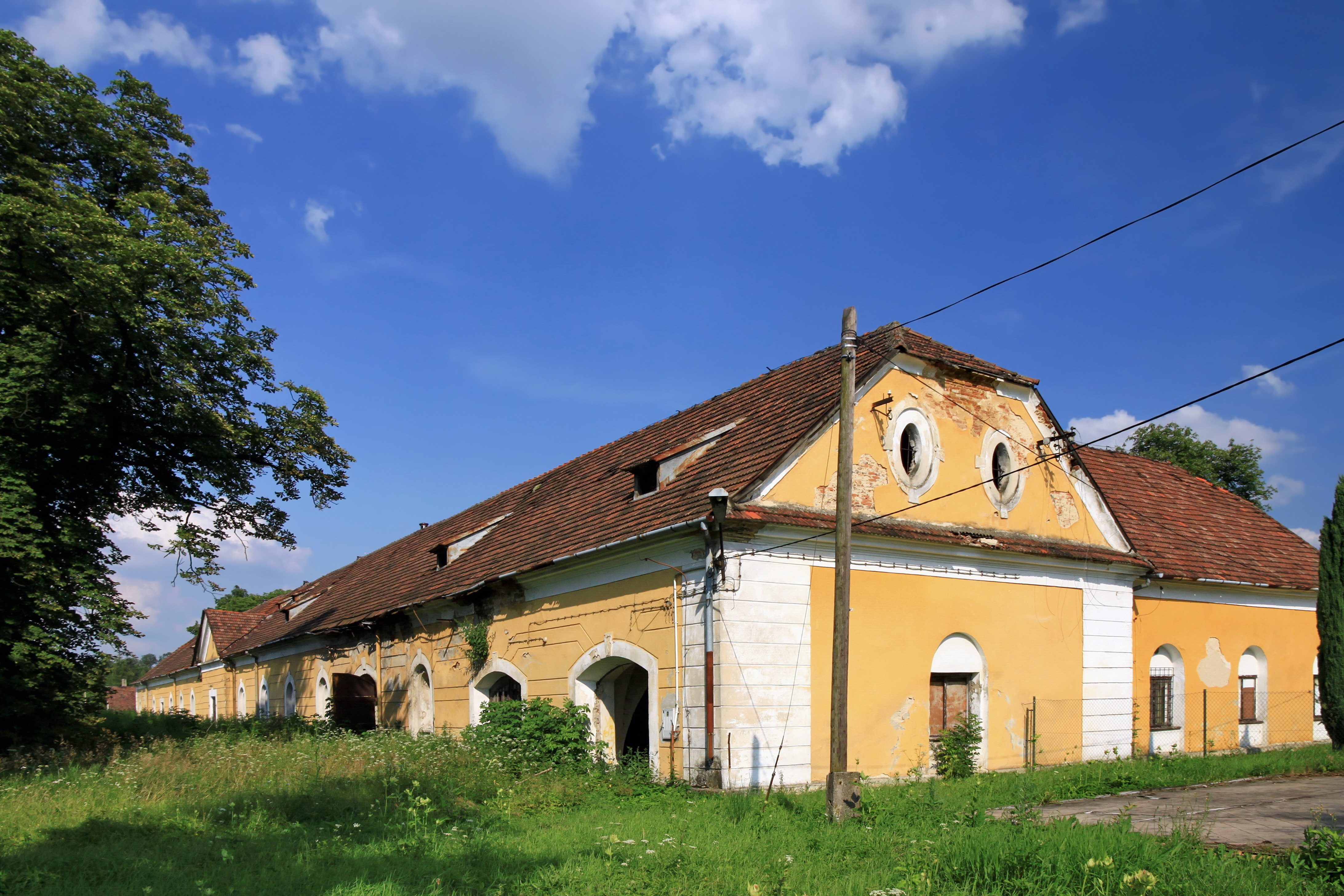
Schloss
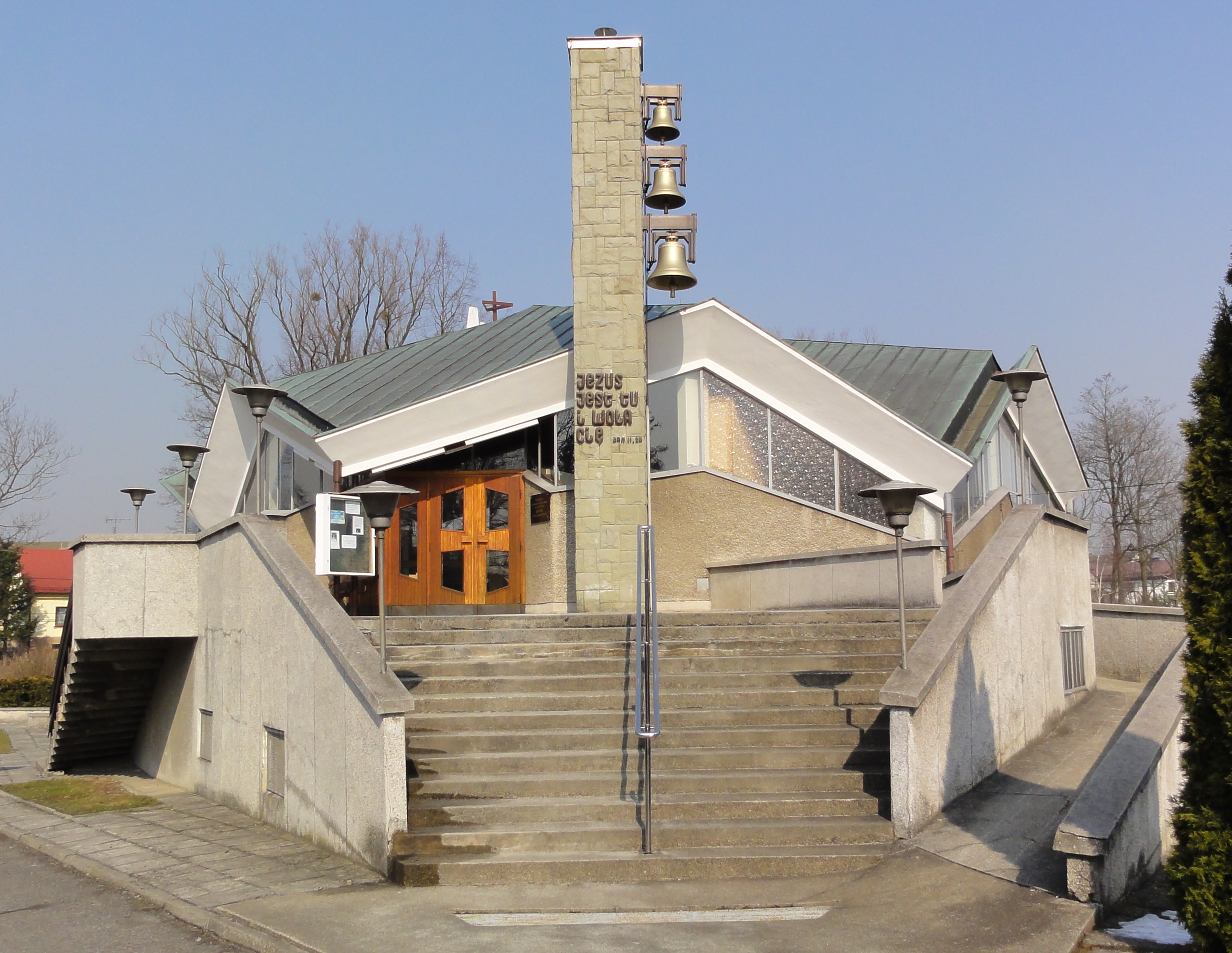
Evangelische Filialkirche (1981 erbaut)

## Persönlichkeiten
- Paweł Stalmach (1824–1891), einer der ersten polnischen Nationalaktivisten im Teschener Schlesien